# Unicast

Een unicast van één bronapparaat naar een enkele bestemming

Een unicast is binnen computernetwerken het verzenden van datapakketten van één bronapparaat naar één enkele bestemming (host). Dit is de standaardwijze waarop datapaketten worden verzonden. Voorbeelden van unicast zijn HTTP, SMTP, telnet, ssh en POP3.
Als een unicast-pakket door een switch gaat die niet weet wat de locatie is van het betreffende MAC-adres, zal het pakket als broadcast uit elke poort van de switch worden verzonden. Deze unicastfout heet een Unicast Flood.
Andere opties voor het verzenden van datapaketten zijn:
- Broadcast - hierbij verzendt één bron data aan alle bekende hosts binnen het netwerk.
- Multicast - een alternatief voor broadcast, waarbij één bron gecontroleerd data verzendt naar een geselecteerde groep hosts.
- Anycast - hierbij verzendt één bron data naar de dichtstbijzijnde host van een bepaalde klasse.